# Federico Francisco Javier de Hohenzollern-Hechingen
Friedrich Franz Xaver Príncipe de Hohenzollern-Hechingen (Maastricht, 31 de mayo de 1757-Viena, 6 de abril de 1844) fue un general austriaco. Se unió al Ejército imperial austríaco y luchó contra el Reino de Prusia, Imperio otomano, y la Primera República francesa. Fue promovido al rango de general durante las Guerras Revolucionarias francesas. Durante las Guerras napoleónicas,  dirigió una división en 1805 y un cuerpo de ejército en 1809. Fue propietario (Inhaber) de un regimiento de caballería austriaco de 1802 a 1844.

## Biografía

### Inicios de su carrera
Nacido en una familia principesca, cerca de Maastricht el 31 de mayo de 1757 en los actuales Países Bajos, Hohenzollern primero se unió el ejército holandés en 1775. Un año más tarde, se introduce en el ejército austriaco al servicio del regimiento propiedad de su tío Friedrich Anton de Hohenzollern-Hechingen, el regimiento n.º 4 de Coraceros. Más tarde luchó en la Guerra de la Sucesión bávara. En 1783 se casó con Maria Theresia von Wildenstein. Sirvió en la Guerra austro-turca (1787-1791), promocionando a mayor en 1788. Después de luchar en Belgrado fue elevado al rango de Oberst-Leutnant en 1790.

### Guerras revolucionarias francesas

#### Guerra de la Primera Coalición

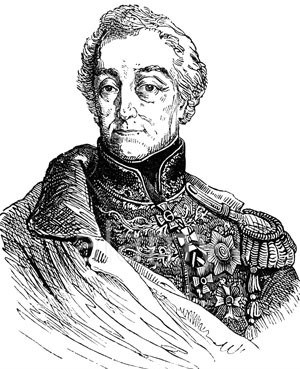
Príncipe Friedrich von Hohenzollern

En 1793 el príncipe alcanzó al rango de Oberst (Coronel) y participó en las batallas de Neerwinden y Wattignies. El año siguiente participó en los asedios de Landrecies y Charleroi. Se incorporó al ejército del Alto Rin en 1795.
En 1796, Hohenzollern fue nombrado general mayor y fue transferido a Italia. Durante la batalla de Borghetto, el 30 de mayo, se unió a los soldados derrotados y dirigió un contraataque en Valeggio sul Mincio. Durante la campaña de Castiglione mandó una brigada en la columna de Johann Meszáros.
Durante el tercer intento de alivio del asedio de Mantua, Hohenzollern mandó la vanguardia. Posteriormente dirigió las tropas en la segunda batalla de Bassano el 6 de noviembre obteniendo una victoria sobre Napoleón Bonaparte. En la batalla de Caldiero, el 12 de noviembre Bonaparte, con dos divisiones francesas, ataca a la vanguardia dirigida por el príncipe. Este consiguió repeler a los franceses y hacerles volver a Verona. Jugó un papel reducido en la batalla de Arcole, donde los austríacos se ven forzados a retirarse. En abril de 1797 es nombrado caballero de la orden militar de María Teresa.

#### Guerra de la Segunda Coalición
Durante la Guerra de la Segunda Coalición, el príncipe sirvió de nuevo en Italia. Mandó una brigada bajo el mando de Pál Kray en la batalla de Legnano el 26 de marzo de 1799. Luchó en la batalla de Magnano, mandando una división de forma temporal. Asedió la ciudadela de Milán, comenzando el 30 de abril y finalizando con la rendición de la misma el 24 de mayo. El 12 de junio, comandando 4300 soldados intenta bloquear el avance de una fuerza francesa, numéricamente superior, a las órdenes de Jacques Macdonald, en la batalla de Modena, siendo ampliamente derrotado. Luchó también en las batallas de Trebbia y Novi, llegando a ser mariscal de campo en octubre de 1799.
El príncipe derrotó a Nicolas Soult en La Bochetta, en las cercanías de Génova, el 9 de abril de 1800 y en Sassello el día 10 de abril. Participó igualmente en el asedio de Génova bajo las órdenes generales de Peter Ott. El 13 de mayo captura a Nicolas Soult en Monte Creto, acabando con ello una serie de exitosas incursiones francesas. Tras la caída de Génova, Ott le nombra comandante del puerto recién capturado. Tras la decisiva victoria de Bonaparte en Marengo, el 14 de junio, Génova volvió a manos francesas. En diciembre de 1800, el príncipe participó en la batalla de Pozzolo. En 1802 se convierte en propietario del regimiento n.º 2 de caballería ligera, empleo que conservaría hasta su muerte.

### Guerras napoleónicas

#### Guerra de la Tercera Coalición
Durante la Guerra de la Tercera Coalición, el príncipe dirigió una división del cuerpo de ejército de Franz von Werneck dentro del ejército del archiduque Fernando. Tras su despliegue en el sur de Alemania y tras ser rodeado por el ejército napoleónico, el ejército austríaco es derrotado en la campaña de Ulm. Werneck intentó huir alcanzando la orilla norte del Danubio, siendo perseguido por Murat. Finalmente en octubre de 1805, Werneck capituló pero el príncipe se negó a entregar las armas, huyendo a Bohemia junto con el archiduque Fernando, y Karl Schwarzenberg y diez escuadrones de caballería.

#### Guerra de la Quinta Coalición
En los inicios de la guerra de la Quinta Coalición recibió el nombramiento del tercer cuerpo de ejército del sur de Alemania. Participó en la batalla de Teugen-Hausen, el 19 de abril de 1809, así como en la batalla de Eckmühl. Dirigió el segundo cuerpo de ejército en la batalla de Aspern-Essling que culminó con una victoria austríaca el 22 de mayo. En la batalla de Wagram también participó dirigiendo su propio cuerpo de ejército. En 1809, el Emperador de Austria, Francisco I le promueve a general de caballería.

#### 1812-1815
Hohenzollern mandó un cuerpo en Galizia en 1812. Durante el final de 1813,  dirigió un cuerpo de reserva, no participando por tanto en el final de la campaña. Durante los Cien días, continuó comandando el segundo cuerpo del ejército dirigido por Karl Schwarzenberg, pero no tuvo una gran participación en la campaña.

### Carrera tardía
Hohenzollern fue presidente del Hofkriegsrat (Consejo aúlico de guerra) de 1825 a 1830. Fue nombrado mariscal de campo el 18 de septiembre de 1830. Su mujer María murió en 1835. Tuvieron cuatro hijos: Friedrich Franz Anton (1790-1847), Julia Fredericke (1792-1864), Friedrich Adalbert (1793-1819), y Josephine Fredericke (1795-1878).
Muere el 6 de abril de 1844 en Viena.

## Tratamientos, títulos, órdenes y empleos

### Tratamientos
- 31 de mayo de 1757-1806: S.A.S. el conde Federico Francisco Javier de Hohenzollern-Hechingen.
- 1806 - 6 de abril de 1844: S.A.S. el príncipe Federico Francisco Javier de Hohenzollern-Hechingen.[13][14]

### Títulos
- Burggraf de Núremberg.[13][14]
- Conde de Sigmarigen.[13][14]
- Conde de Wahringen.[13][14]
- Señor de Haigerloch.[13][14]
- Señor de Wehrstein.[13][14]
- Señor de Nitra-Apathy.[13][14]
- Señor de Nitra-Visup.[13][14]

### Órdenes y condecoraciones

#### Imperio austríaco
- 1826: Caballero de la Orden del Toisón de Oro.[15][13][14]
- 1809: Comendador de la Orden Militar de María Teresa.[16][13][14]
- Caballero gran cruz de la Orden imperial de Leopoldo.[17][13][14]
- Condecorados con la Cruz de Honor Civil de oro.[18][13][14]

#### Extranjeras
- Caballero de la Orden del Águila Negra.[13][14] (

 Reino de Prusia)
- Caballero de primera clase de la Orden del Águila Roja.[13][14] (

 Reino de Prusia)
- Caballero gran cruz de la Orden de la Fidelidad.[13][14]  ( Gran Ducado de Baden)
- Caballero de primera clase de la Orden del León de Zähringen.[13][14]  ( Gran Ducado de Baden)
- Senador de gran cruz de la Sagrada Orden Militar Constantiniana de San Jorge[19][13][14] ( Ducado de Parma)

### Empleos
- Mariscal de campo (Feldmareschall) del Ejército Imperial y Real.[13][14][20]
- 1802: Coronel propietario (Inhaber) del Imperial y Real Regimiento de Caballería Ligera n.º 2 del Ejército Imperial y Real.[13][14]

### Cargos

#### Cargos en laImperial y Real Corte
- 1775: Chambelán del Emperador de Austria[21]
- 1804: Consejero íntimo actual del Emperador de Austria.[22]
- 1825-1844: Capitán de la Imperial y Real Primera Guardia de Arqueros.[19]

| Predecesor: Heinrich von Bellegarde           | Presidente del Hofkriegsrat 1825-1830                                                                                        | Sucesor: Conde Ignác Gyulay                               |
| Predecesor: Carlos Eugenio de Lorena          | Capitán de la Imperial y Real Primera Guardia de Arqueros. 1826 -1844                                                        | Sucesor: Vacante (En 1846, Maximiliano Barón de Wimpffen) |
| Predecesor: Ninguno (Creación del regimiento) | Coronel propietario (Inhaber) del Imperial y Real Regimiento de Caballería Ligera nº2 del Ejército Imperial y Real 1802-1844 | Sucesor: Vacante                                          |